# Fosse no 7 - 7 bis des mines de Bruay
La fosse no 7 - 7 bis de la Compagnie des mines de Bruay est un ancien charbonnage du Bassin minier du Nord-Pas-de-Calais, situé à Houdain. Un puits d'aérage no 4 ter est creusé à partir du 28 août 1907 à 1 558 mètres au sud-sud-est de la fosse no 4 - 4 bis sise à Bruay-la-Buissière. En 1919, un puits d'extraction no 4 ter est ajouté sur le carreau de la fosse no 4 - 4 bis, et un puits d'extraction no 7 l'est sur le carreau du puits d'aérage d'Houdain, ce dernier est alors renommé 7 bis. La fosse no 7 - 7 bis commence à extraire en 1929, elle est la dernière à être mise en service par la Compagnie de Bruay. Elle est située à un peu plus d'un kilomètre de la fosse no 6 - 6 bis - 6 ter. Des cités et des écoles sont édifiées à proximité de la fosse.
La Compagnie des mines de Bruay est nationalisée en 1946, et intègre le Groupe de Bruay. La fosse no 7 - 7 bis cesse d'extraire en 1954, date à laquelle elle est concentrée sur la fosse no 6 - 6 bis - 6 ter. Elle assure dès lors le service et l'aérage. Le puits no 7 bis est remblayé en avril 1973. Le puits no 7 continue d'assurer le service jusqu'à la fermeture du siège de concentration en 1979. Il assure la remonte du matériel et est remblayé en 1980. Son chevalement est détruit en juin 1981.
À la place de l'ancien pont ferroviaire reliant la fosse no 7 - 7 bis à la fosse no 6 - 6 bis - 6 ter, un rond-point a été construit où trône une des molettes du puits no 7. Au début du XXIe siècle, Charbonnages de France matérialise les têtes des puits nos 7 et 7 bis. Quelques bâtiments et des pans du mur d'enceinte ont été conservés. La partie orientale du carreau accueille des entreprises. La cité pavillonnaire de la Victoire et son école, la cité moderne des Arbres, son école, et un dispensaire de la Société de Secours minière, ont été classés le 30 juin 2012 au patrimoine mondial de l'Unesco.

## La fosse
Alors que la Compagnie des mines de Bruay entreprend les travaux de la fosse no 6 - 6 bis en 1909 à Haillicourt, elle a déjà commencé depuis deux ans à Houdain le fonçage d'un puits d'aérage.

### Fonçage
Le puits no 7 bis est commencé le 28 août 1907, au diamètre de cinq mètres. Il s'agit à l'origine du puits d'aérage no 4 ter, dépendant de la fosse no 4 - 4 bis sise à Bruay-la-Buissière, à 1 558 mètres au nord-nord-ouest,. L'orifice du puits est à l'altitude de 94 mètres, le terrain houiller a été atteint à la profondeur de 153 mètres.
En 1913, la fosse no 6 - 6 bis, commencée quatre ans plus tôt, entre en production. Elle est située à Haillicourt à 1 175 mètres à l'est-nord-est du puits d'aérage.
En 1919, la fosse n° 4 - 4 bis est doté sur son carreau d'un puits d'extraction no 4 ter, et un puits d'extraction no 7 est ajouté à Houdain, à 120 mètres au sud-est du puits d'aérage. Ce dernier est alors renommé puits no 7 bis. Le puits no 7 est commencé le 15 décembre, son diamètre est de 6,30 mètres, un des plus larges du bassin minier. Le puits no 7 bis est doté de ventilateurs, alors que le puits no 7 est doté d'un chevalement possédant quatre molettes alignées sur le même axe, ce qui est unique dans le bassin minier. Le puits no 7 possède deux compartiments pouvant fonctionner de manière indépendante, il y a ainsi deux machines d'extraction.

### Exploitation
La fosse no 7 - 7 bis commence à extraire en 1929, il s'agit alors de la dernière de la Compagnie à avoir été mise en service.
La Compagnie des mines de Bruay est nationalisée en 1946, et intègre le Groupe de Bruay. La fosse no 7 - 7 bis cesse d'extraire en 1954, date à laquelle elle est concentrée sur la fosse no 6 - 6 bis - 6 ter. Le carreau de fosse sert de lieu de stockage pour les bois du Groupe de Bruay, sur une surface de 18 000 m2. Le puits no 7 bis, profond de 869 mètres, est remblayé en avril 1973. Le puits no 7 continue d'assurer le service jusqu'à la fermeture de la fosse no 6 - 6 bis - 6 ter en 1979, et est ensuite affecté à la remonte du matériel jusqu'à son remblaiement en 1980. Il était profond de 1 059 mètres. Son chevalement est détruit en juin 1981.

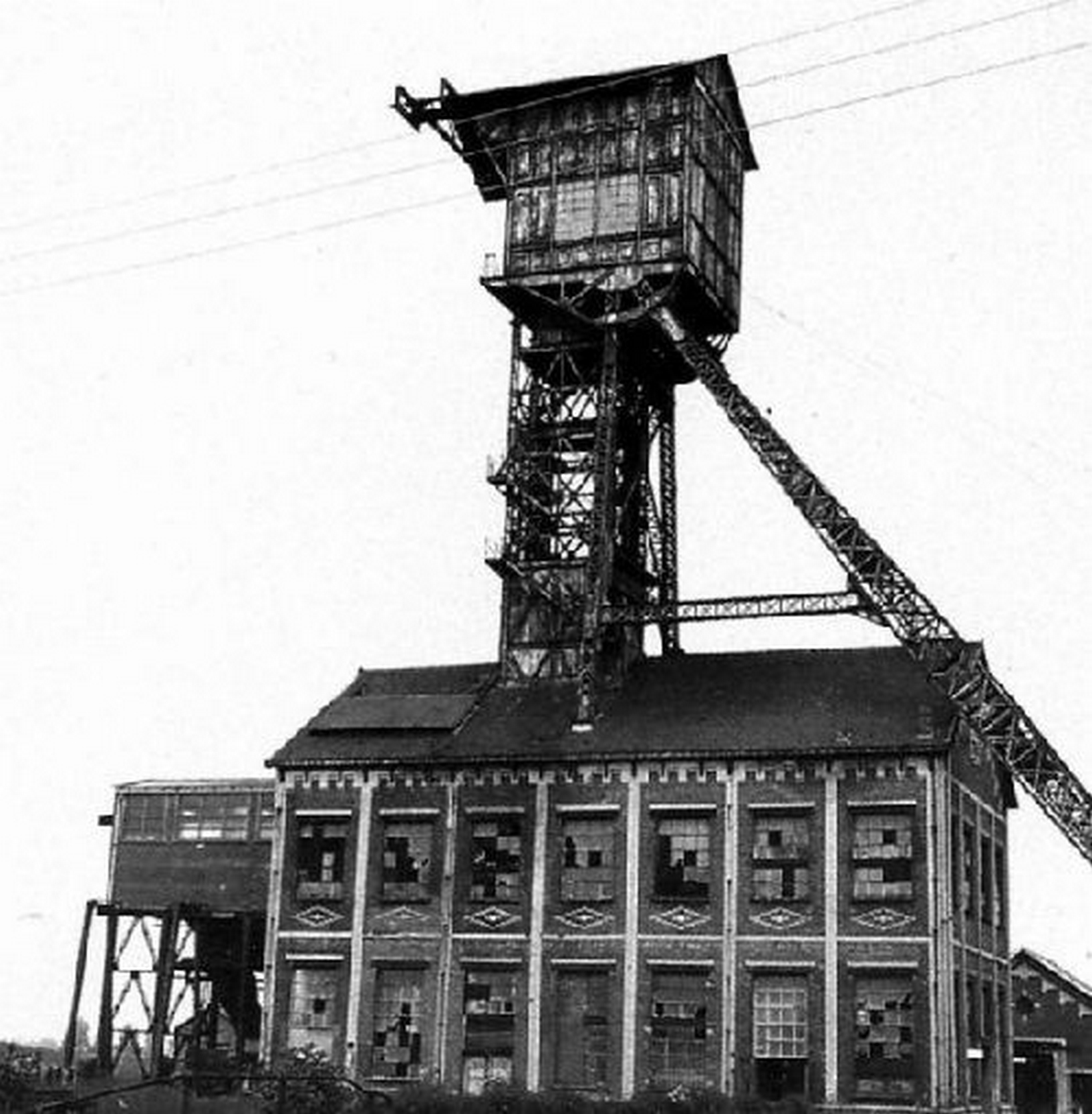
Le chevalement du puits no 7.
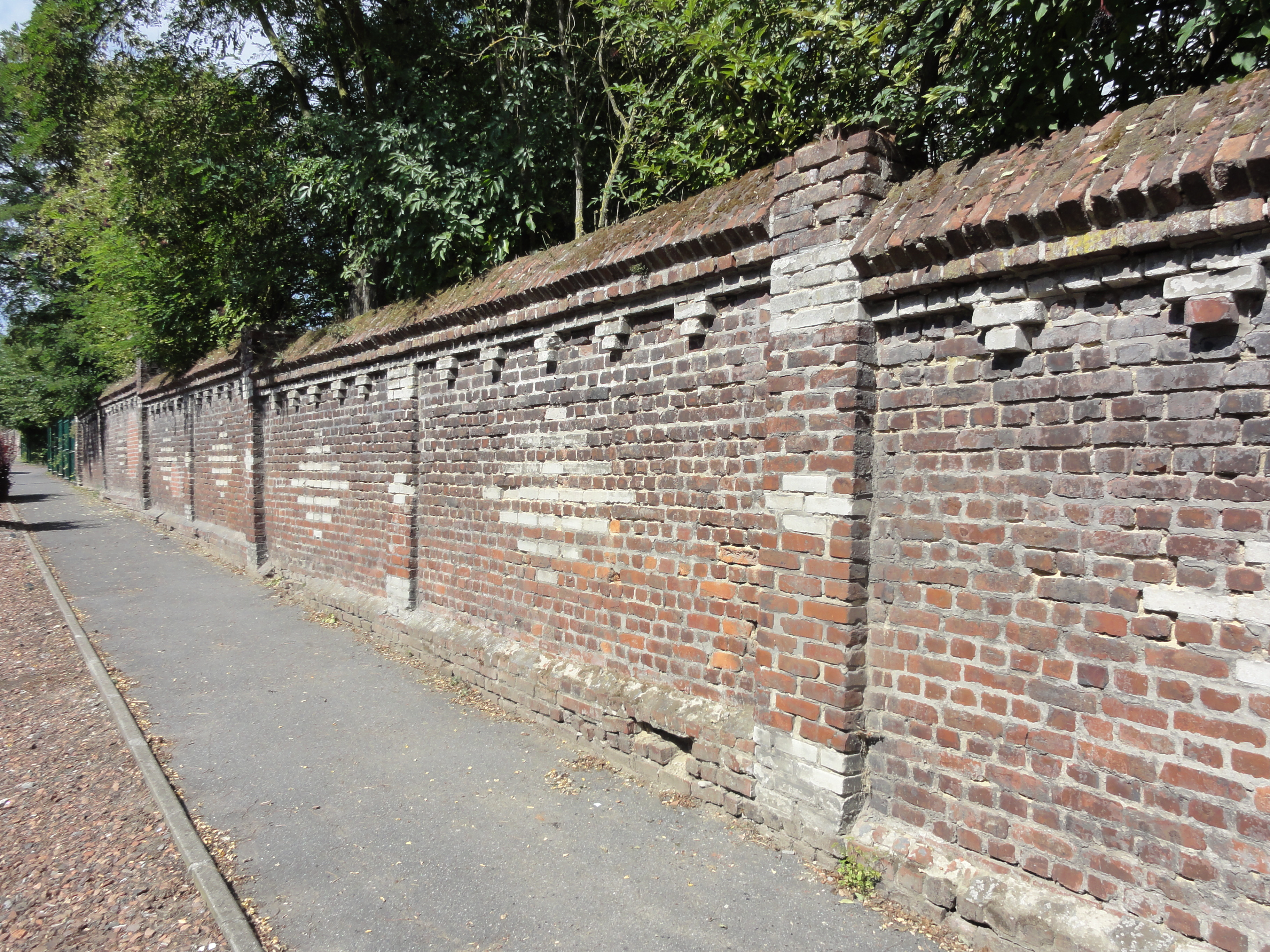
Les murs d'enceinte.
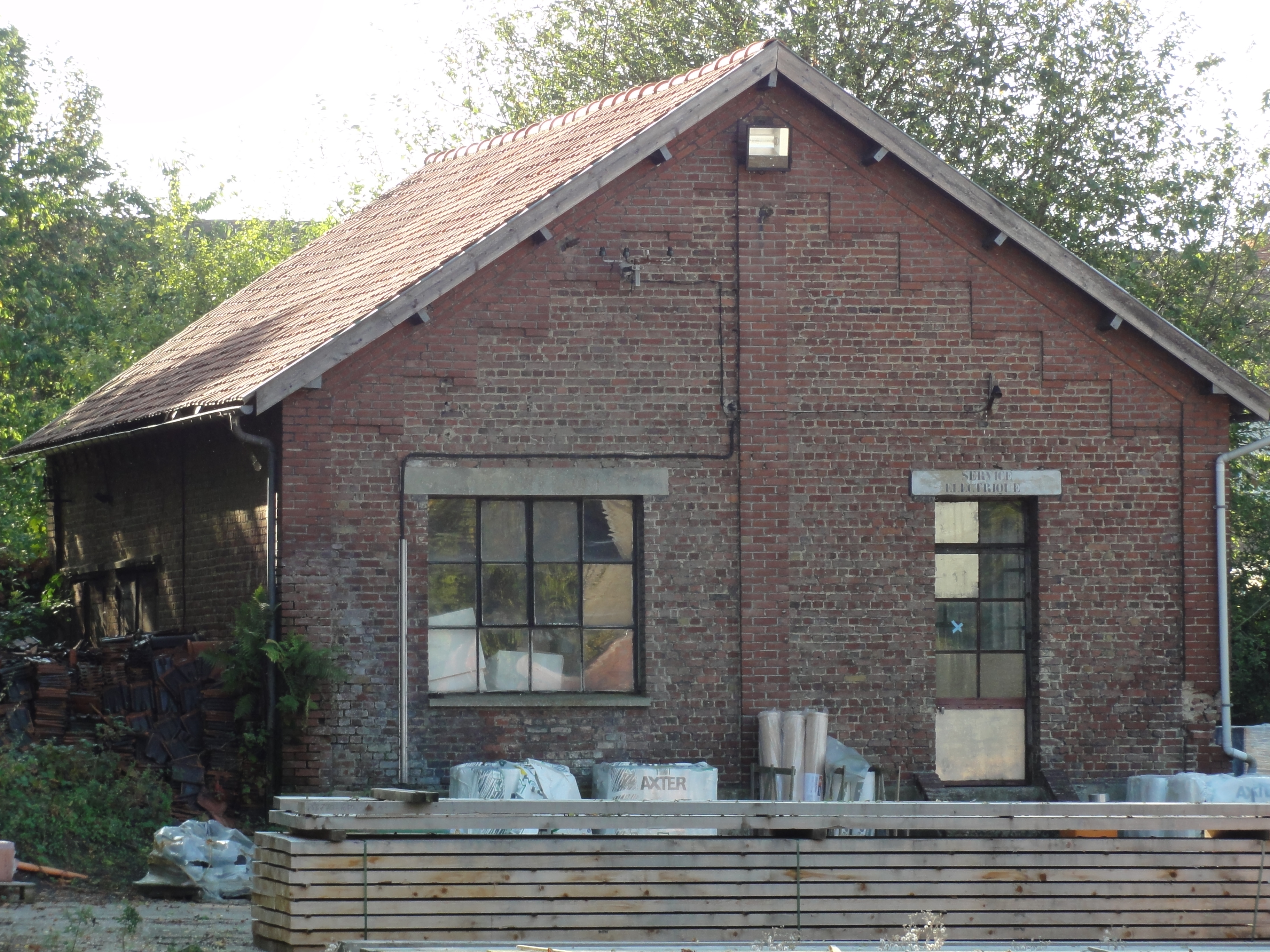
Le local électrique.
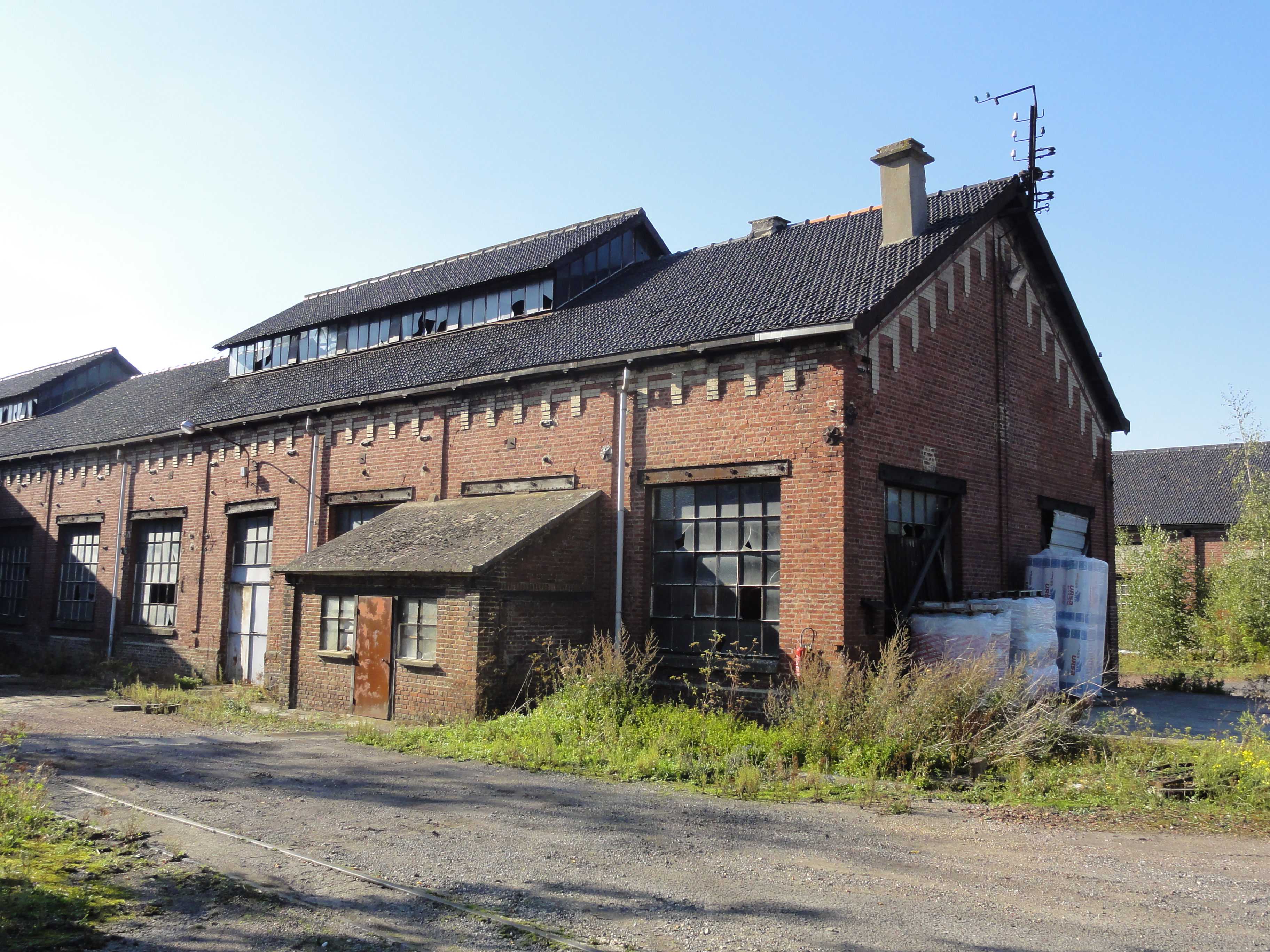
Les ateliers.
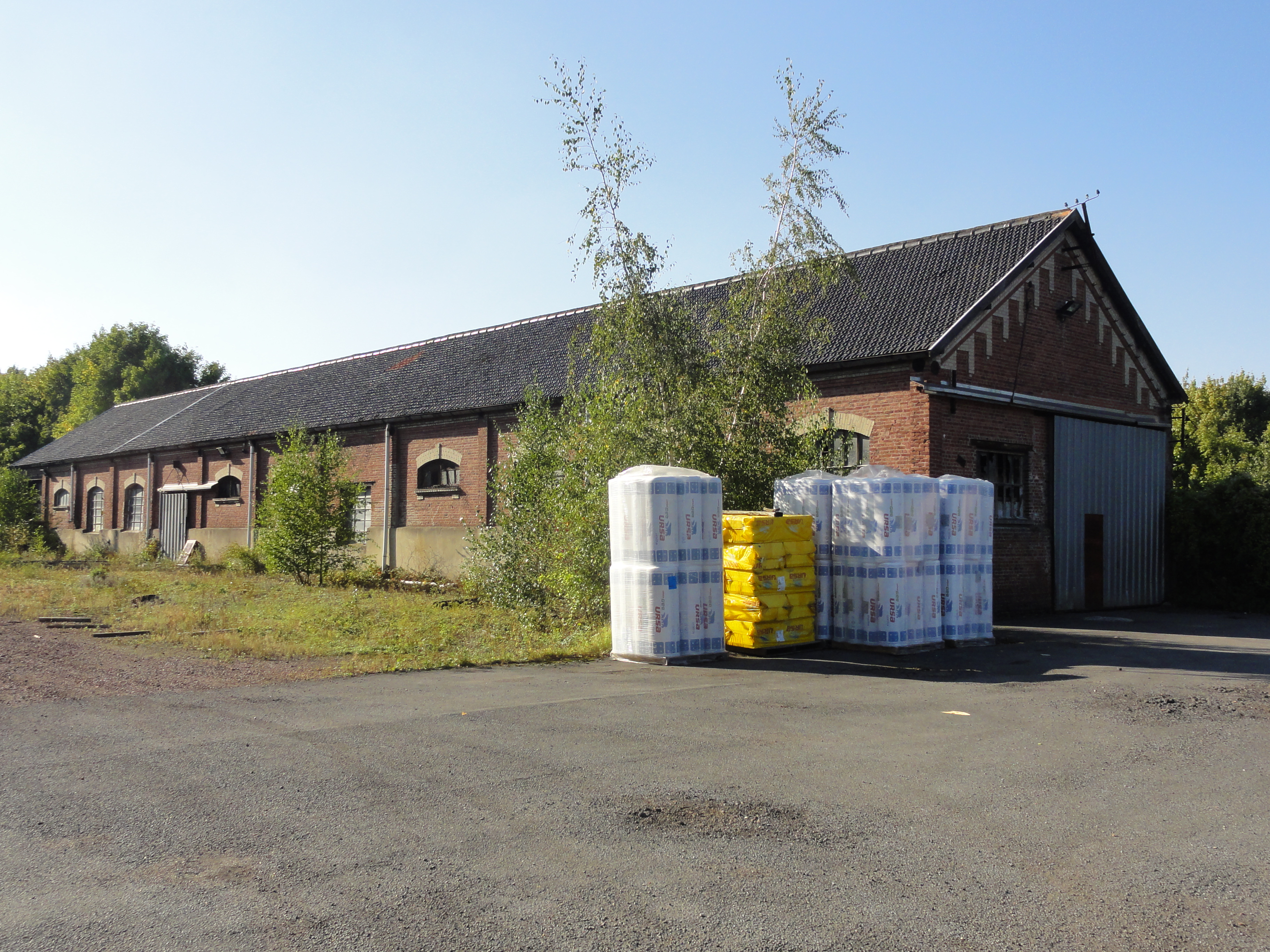
Le magasin.
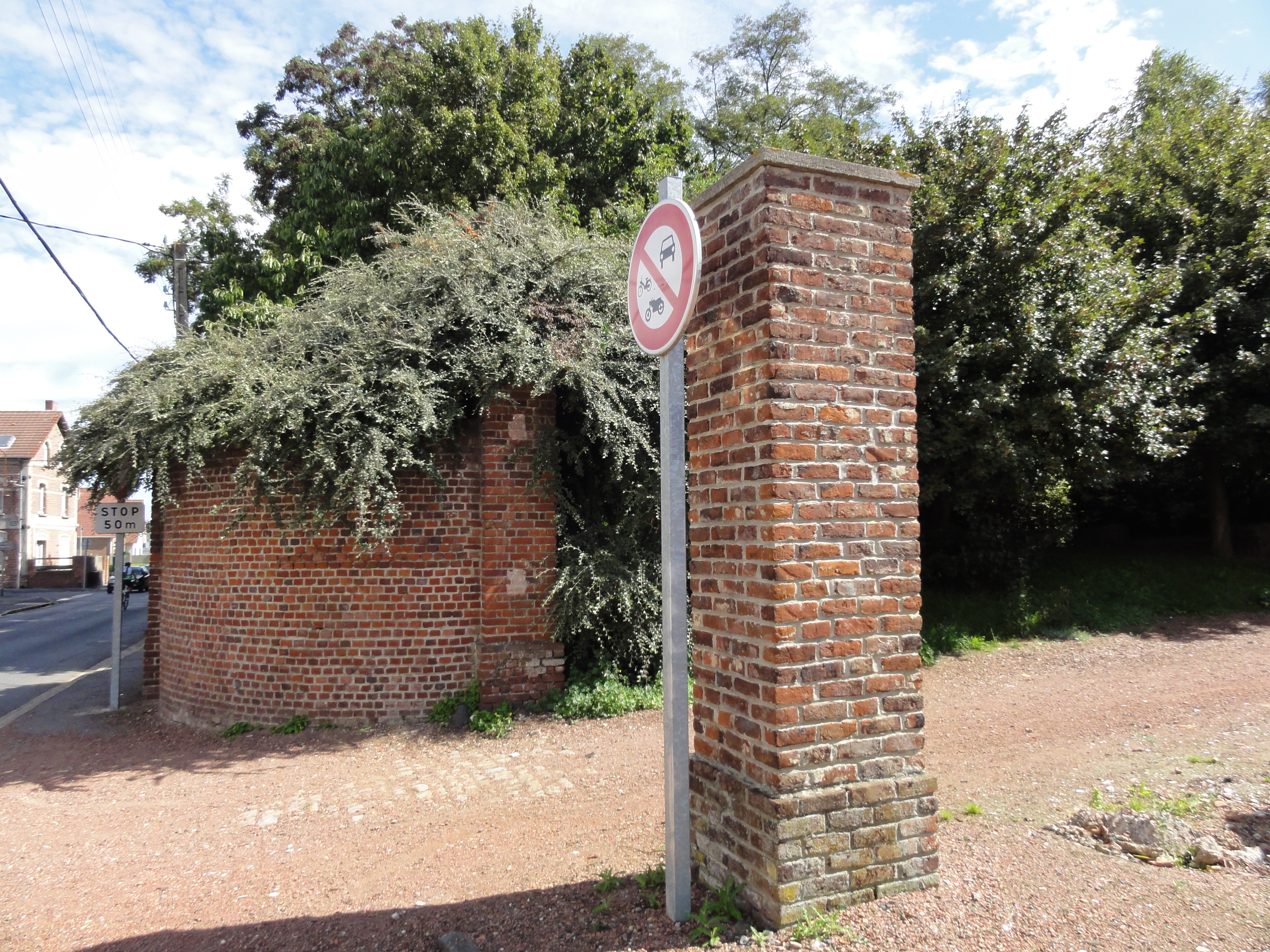
L'entrée secondaire, vers le puits no 7 bis.

### Reconversion
À la place de l'ancien pont ferroviaire reliant la fosse no 7 - 7 bis à la fosse no 6 - 6 bis - 6 ter, un rond-point a été construit où trône une des molettes du puits no 7,,. Au début du XXIe siècle, Charbonnages de France matérialise les têtes des puits nos 7 et 7 bis. Le BRGM y effectue des inspections chaque année. Quelques bâtiments subsistent, comme le local du concierge, le local électrique, les ateliers et le magasin, ainsi qu'une partie des murs d'enceinte. Des entreprises se sont installées sur la partie orientale du carreau.

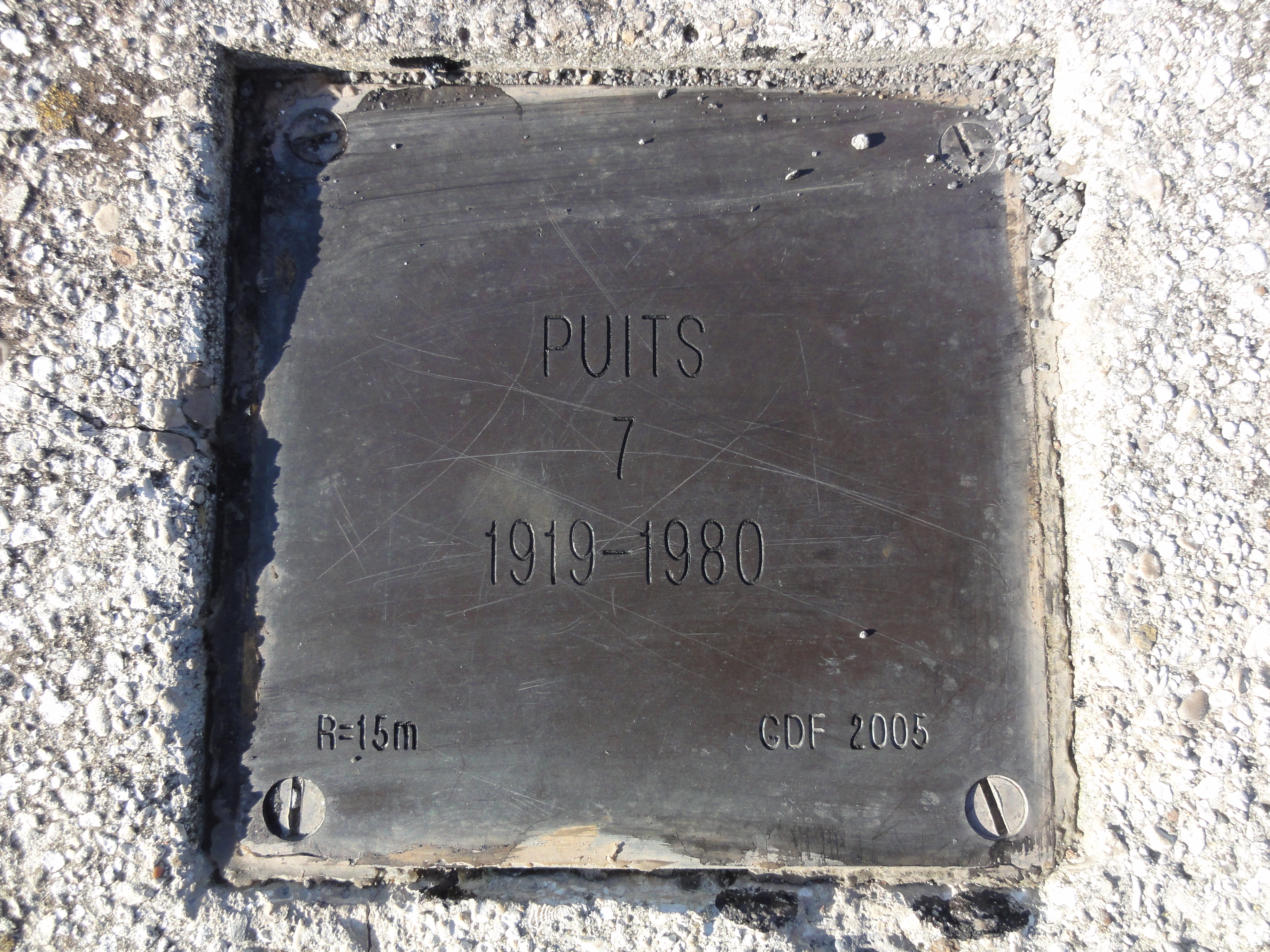
Puits no 7, 1919 - 1980.
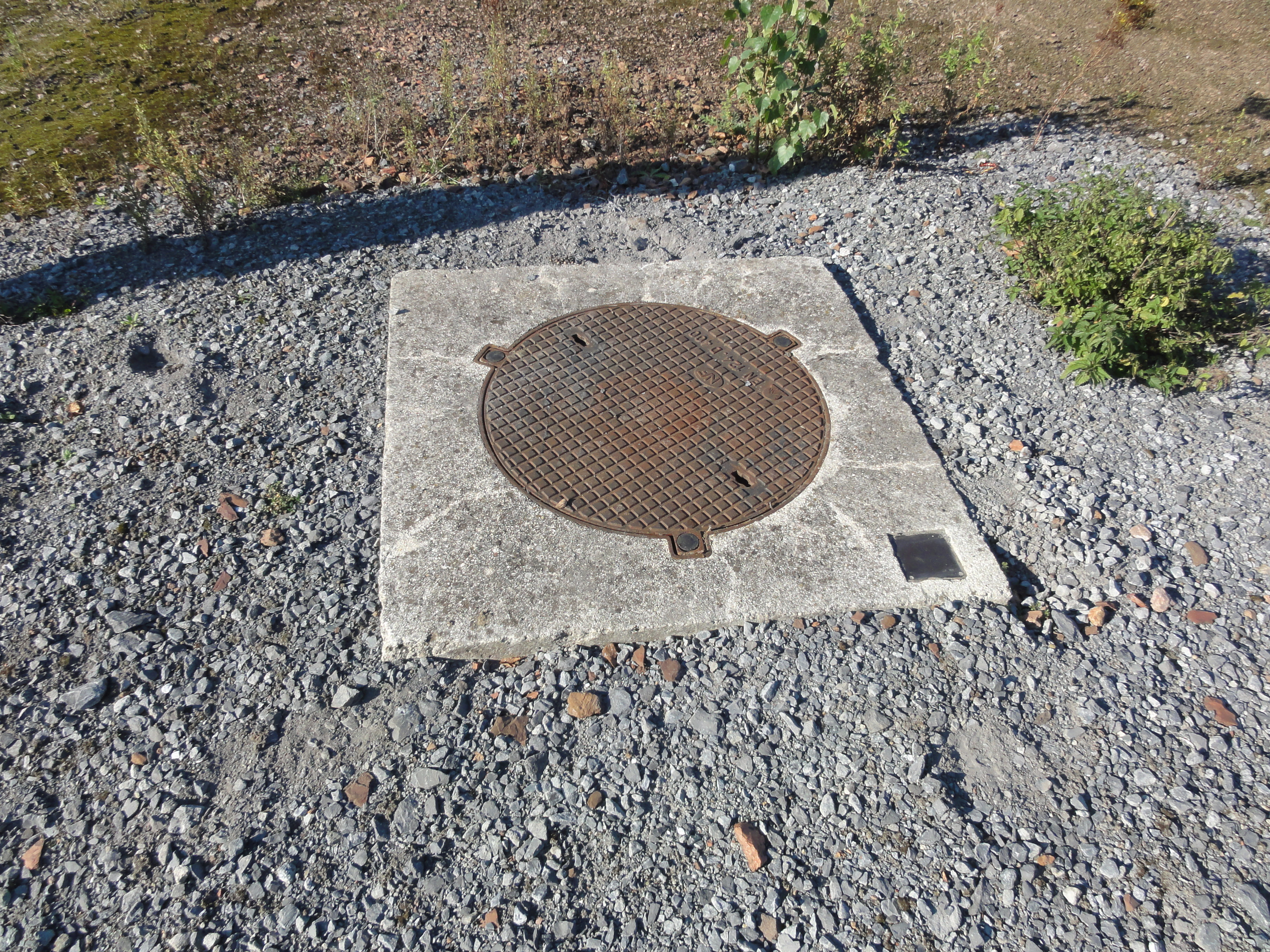
La tête de puits matérialisée no 7.
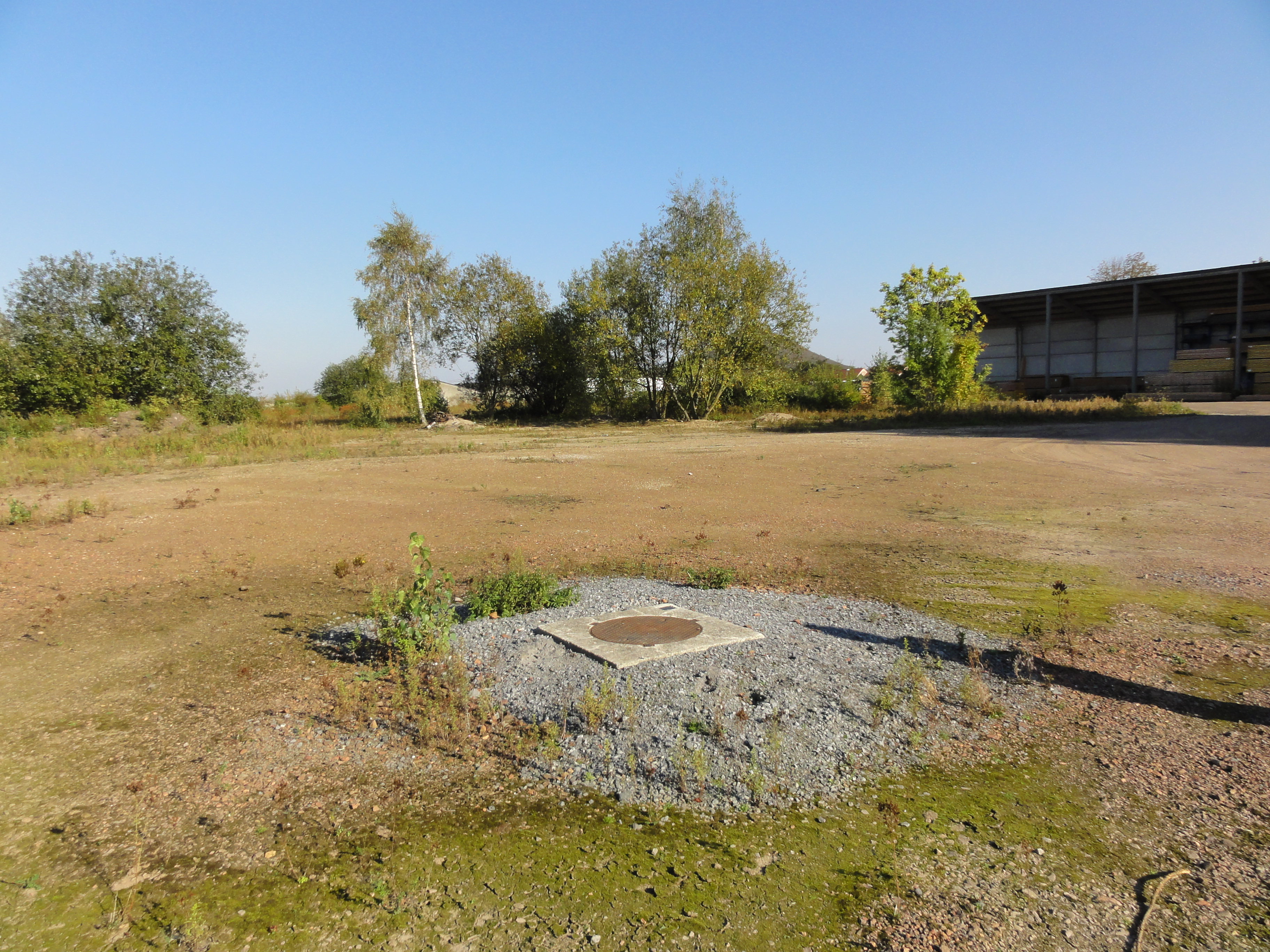
Le puits no 7 dans son environnement.
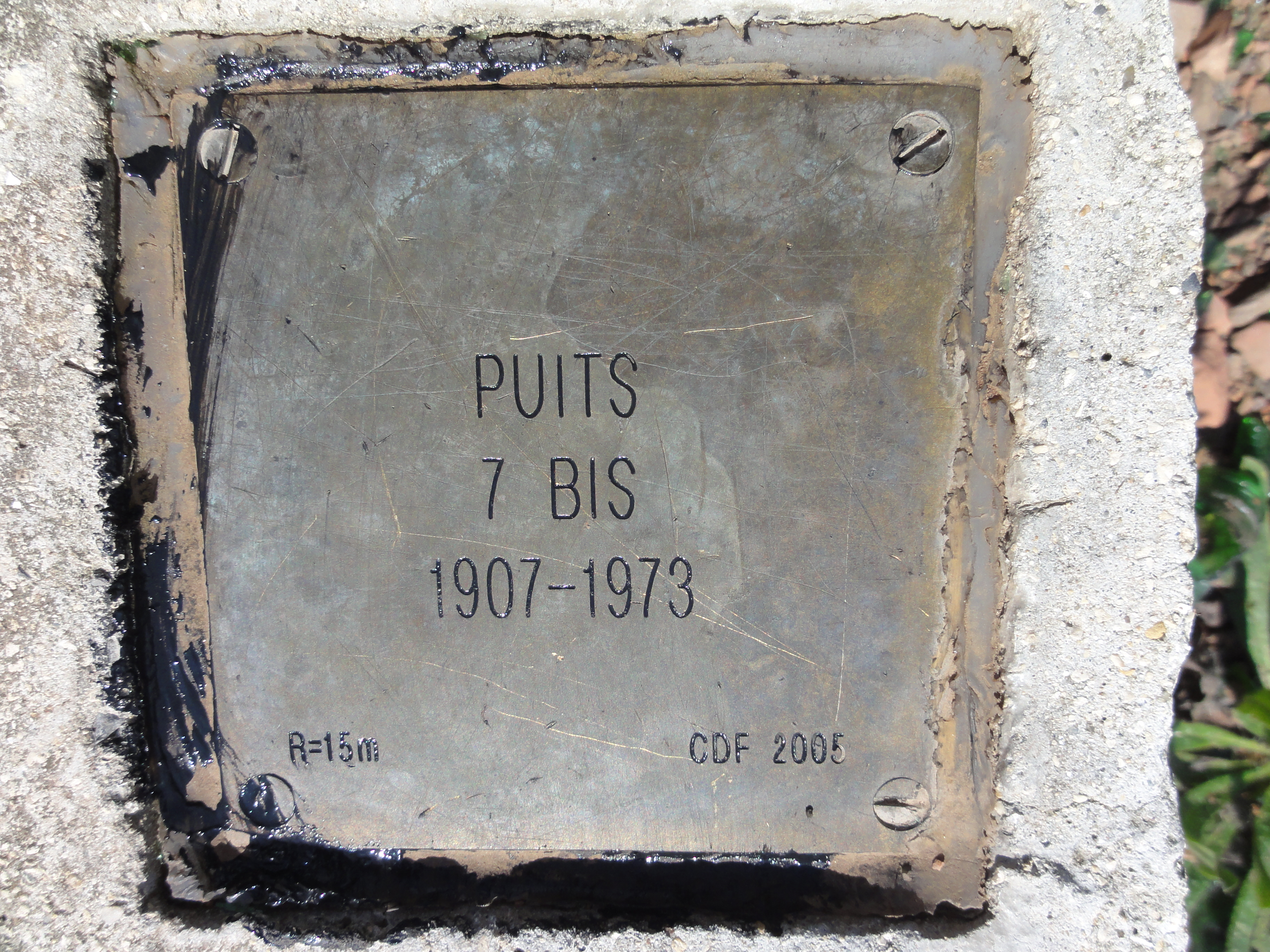
Puits no 7 bis, 1907 - 1973.
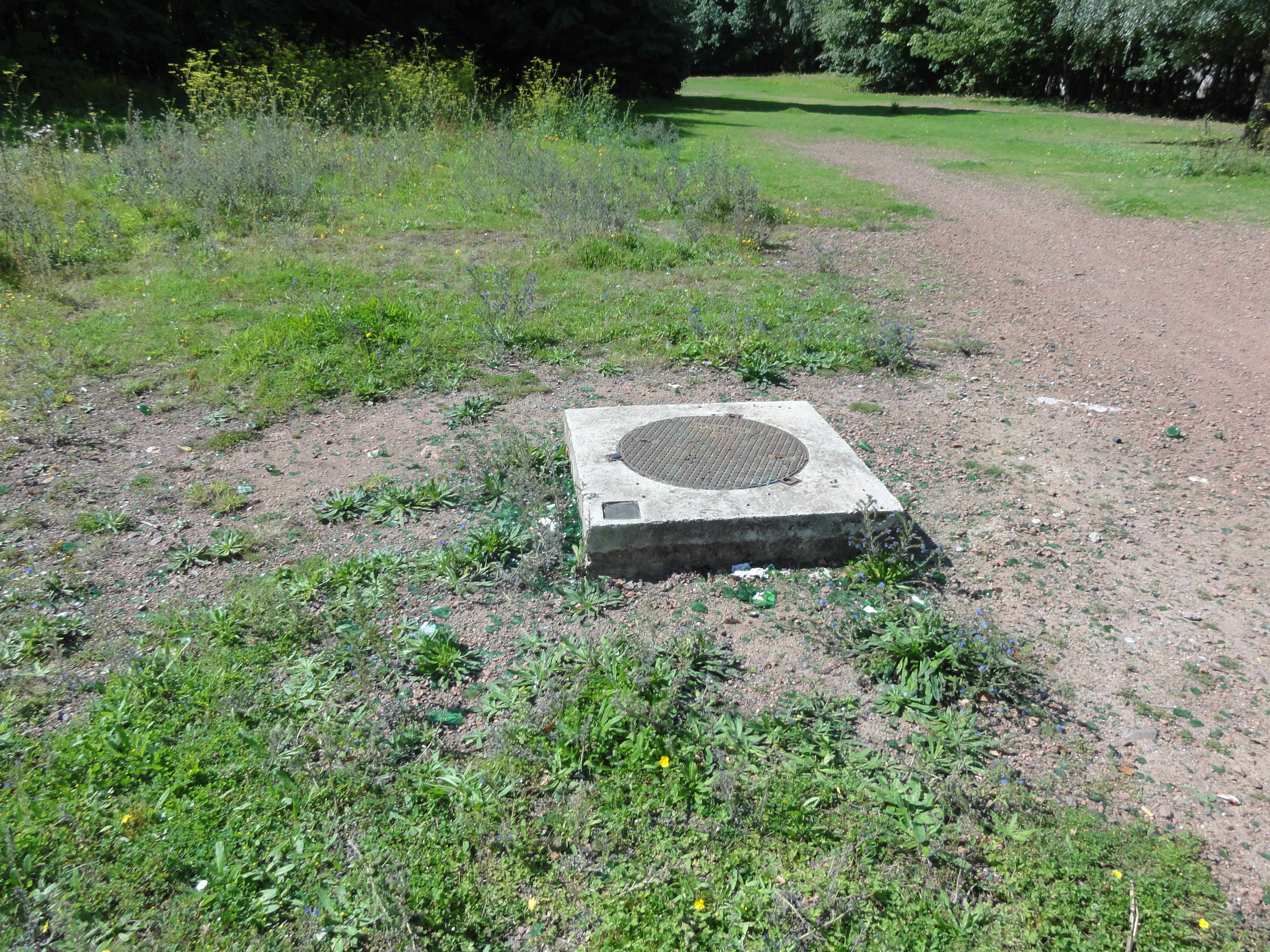
La tête de puits matérialisée no 7 bis.
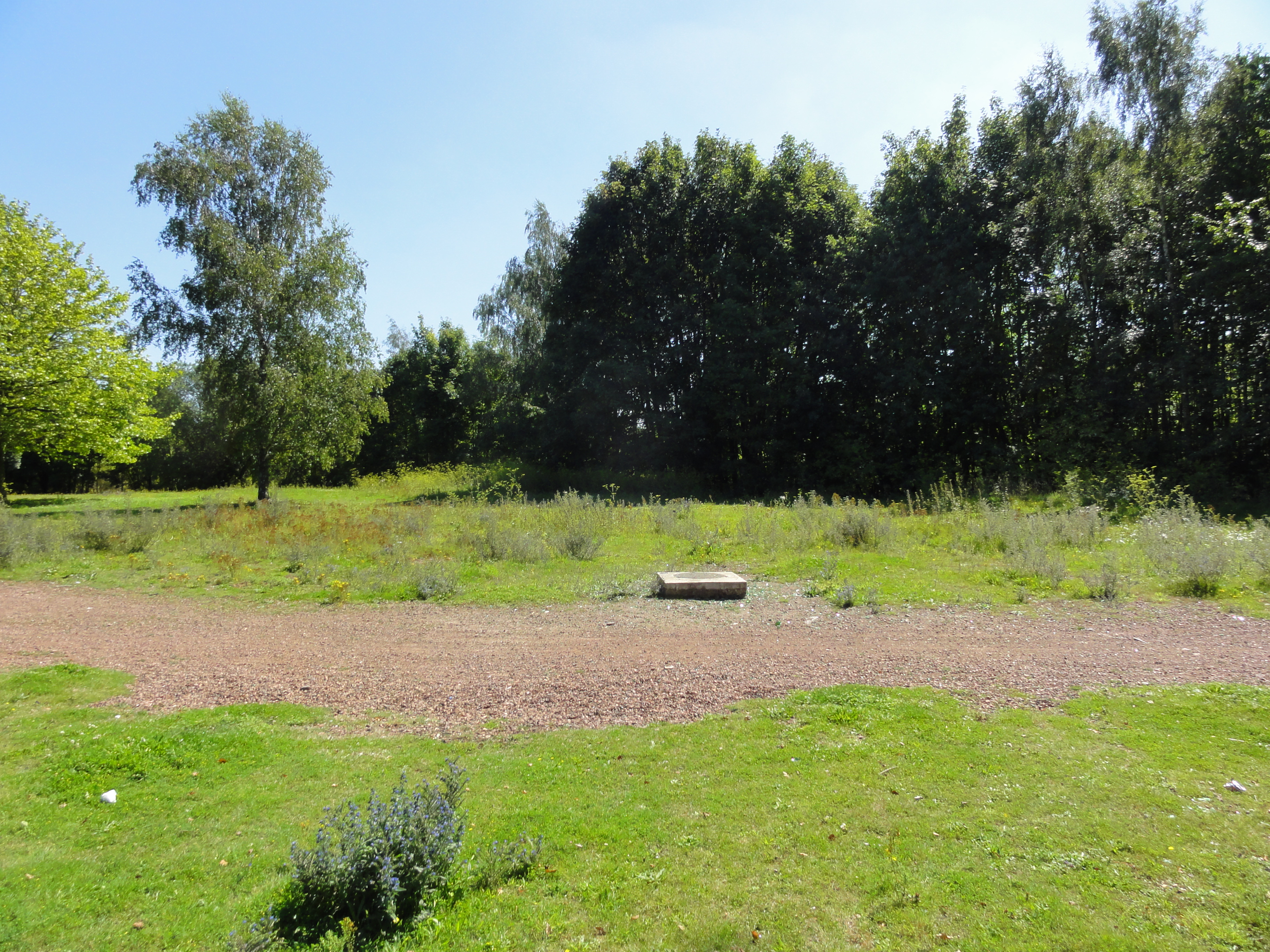
Le puits no 7 bis dans son environnement.

## Les cités
Des cités ont été bâties par la Compagnie des mines de Bruay à proximité de la fosse. La cité pavillonnaire de la Victoire et son école, la cité moderne des Arbres, son école, et un dispensaire de la Société de Secours Minière, fait partie des 353 éléments répartis sur 109 sites qui ont été classés le 30 juin 2012 au patrimoine mondial de l'Unesco. Ils constituent le site no 99. Ces différentes cités sont regroupées au sein du quartier prioritaire Le Haut d'Houdain, qui rassemble 3 055 habitants en 2020.

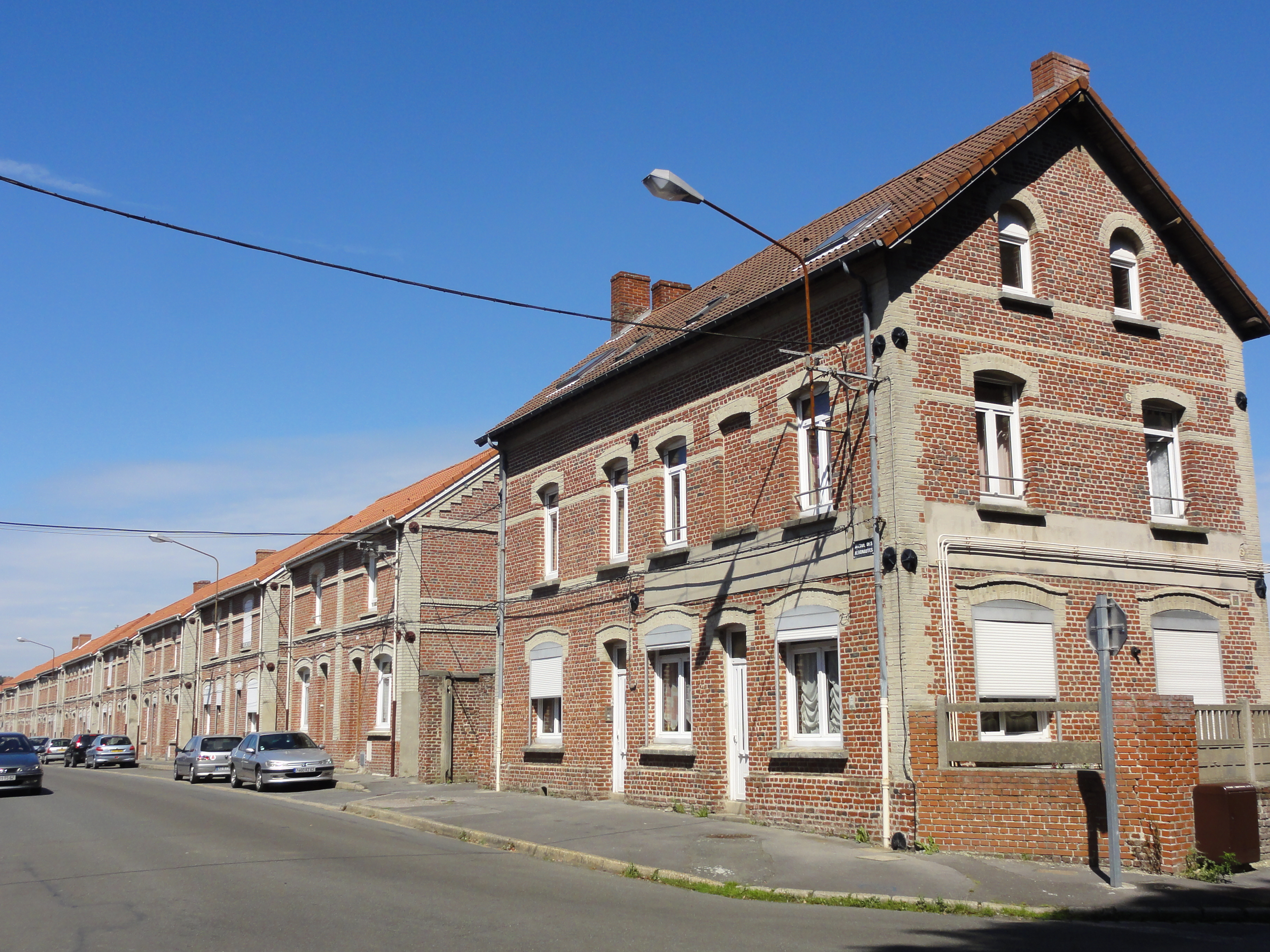
Habitations groupées par deux.
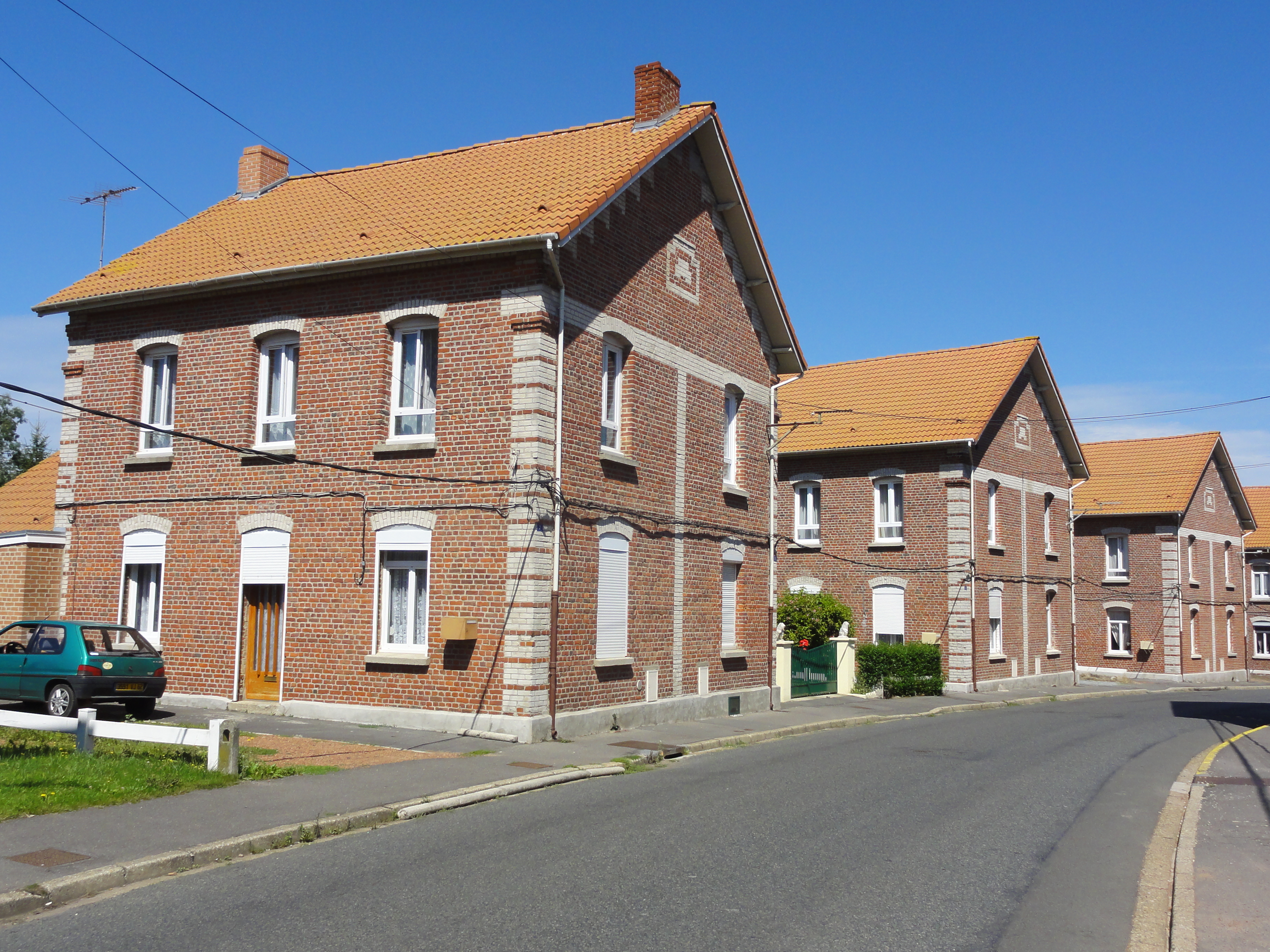
Habitations groupées par deux.
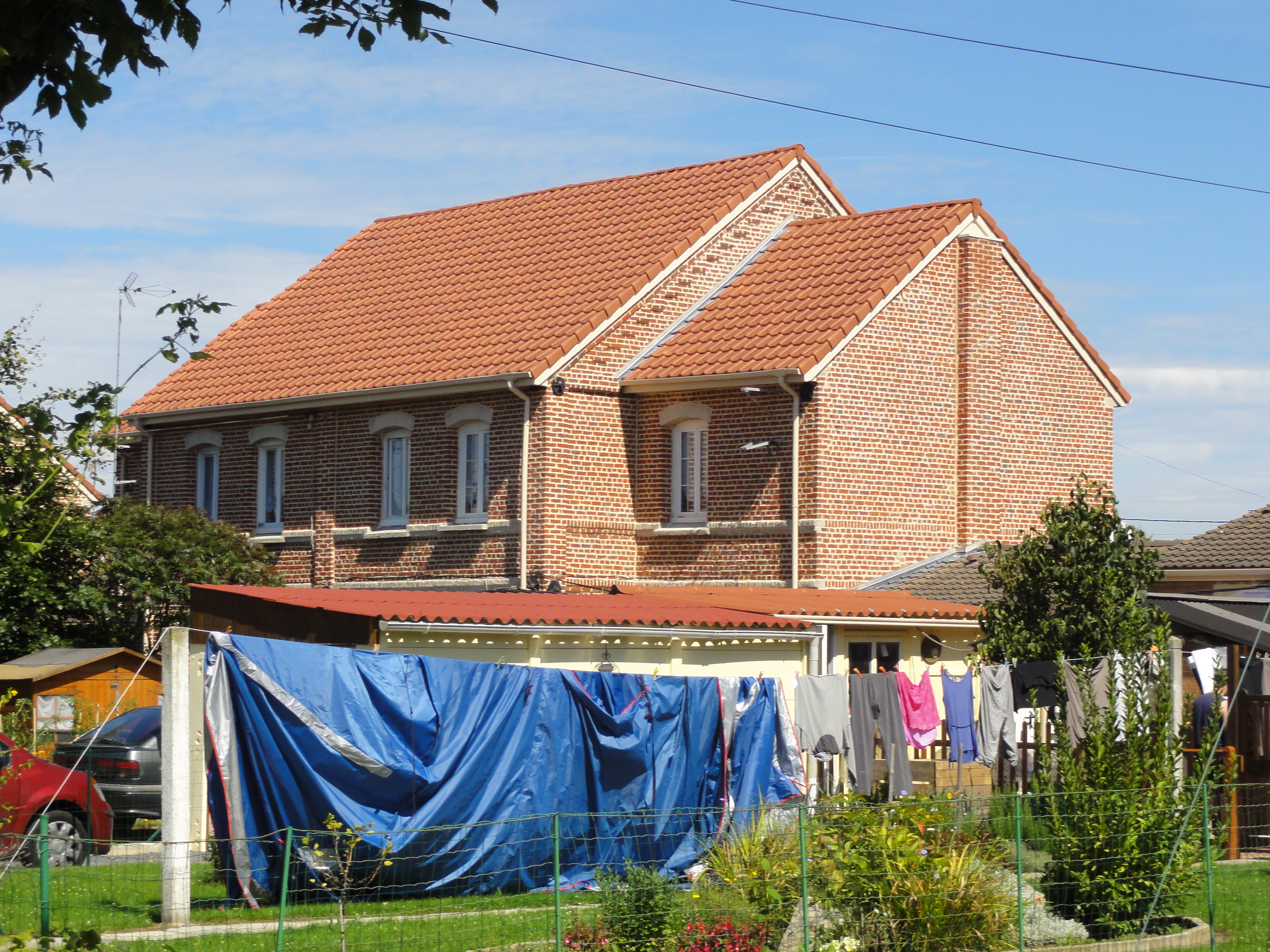
Habitations groupées par quatre.
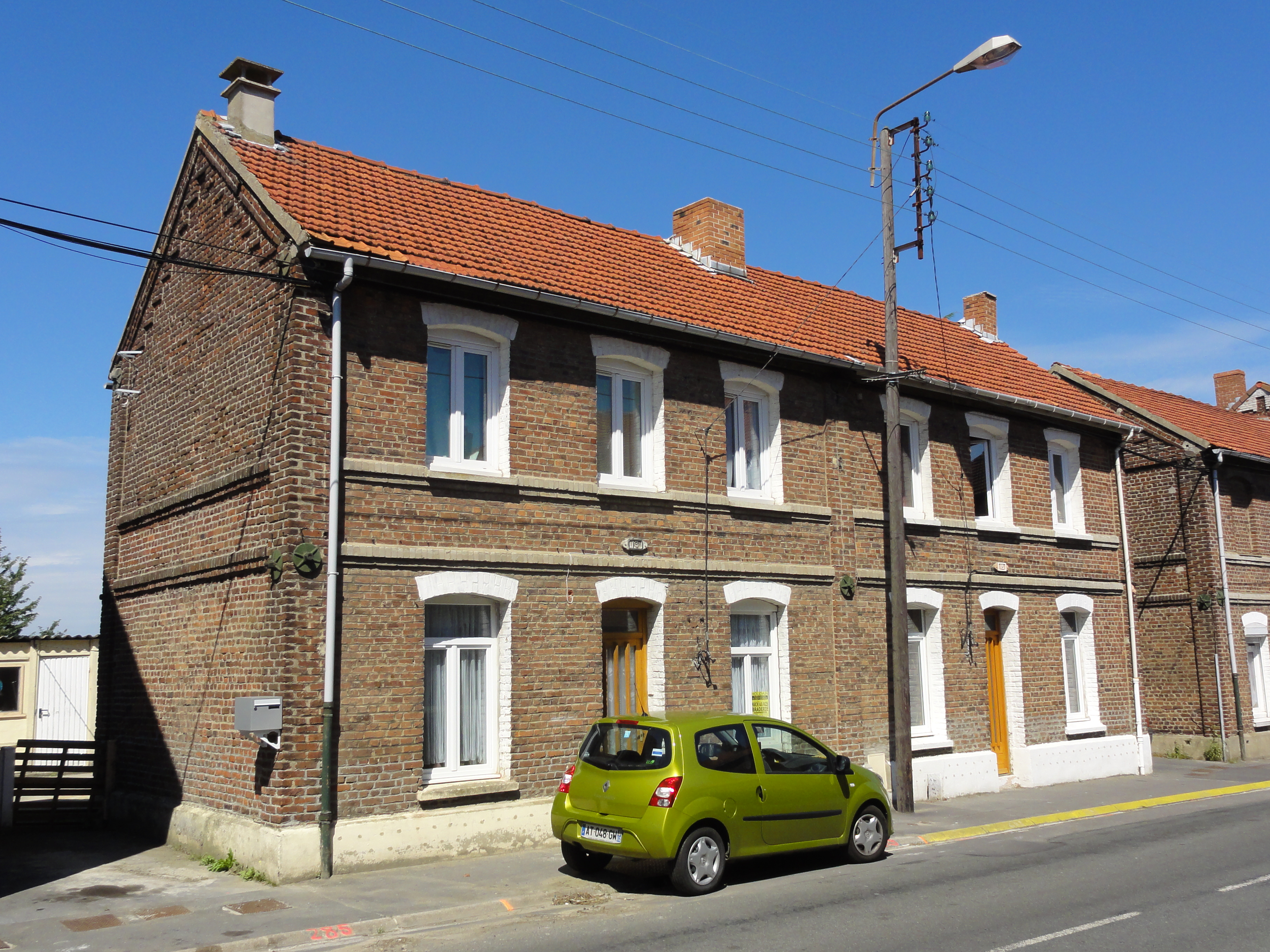
Habitations groupées par deux.
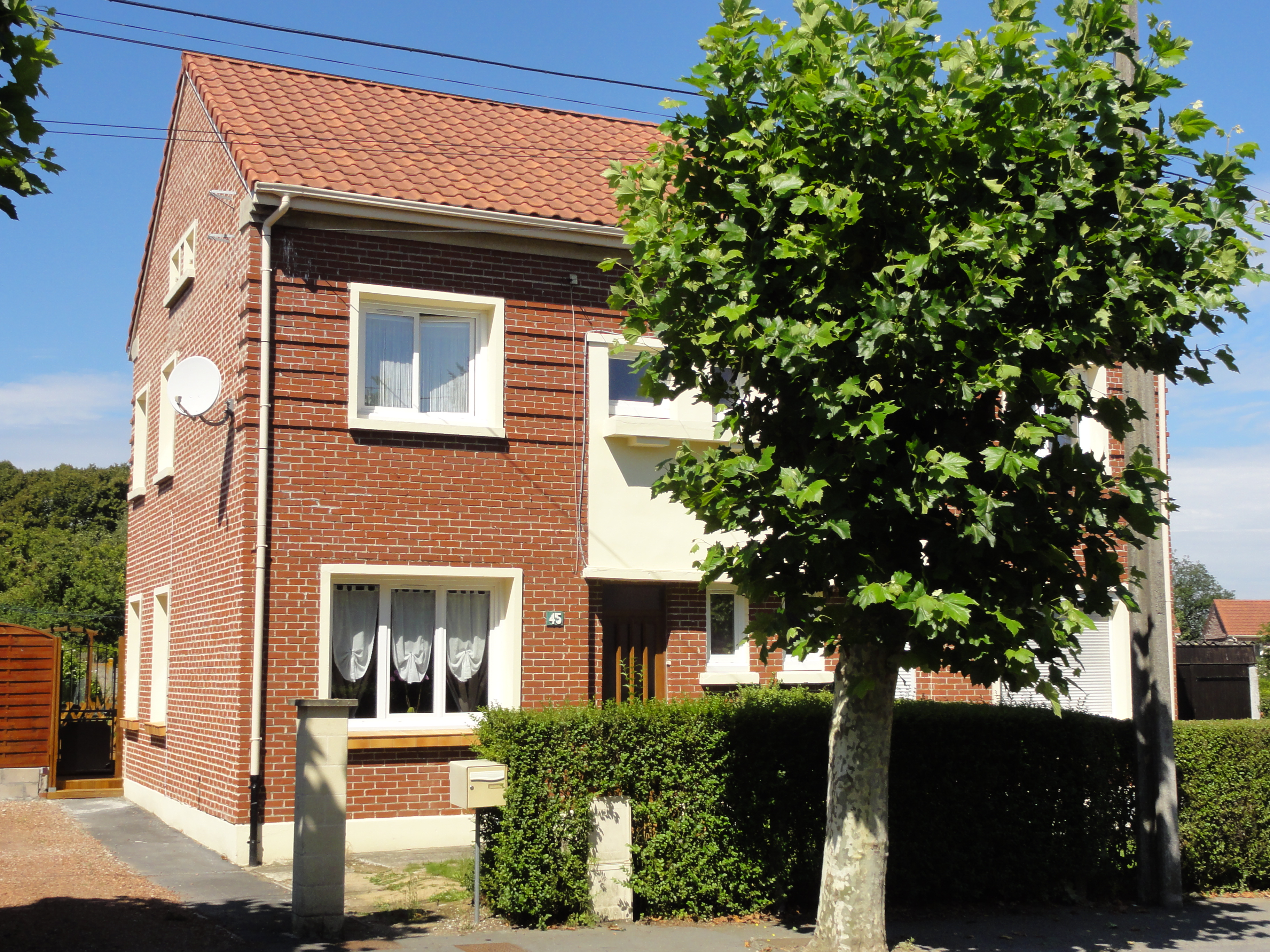
Habitations post-Nationalisation.
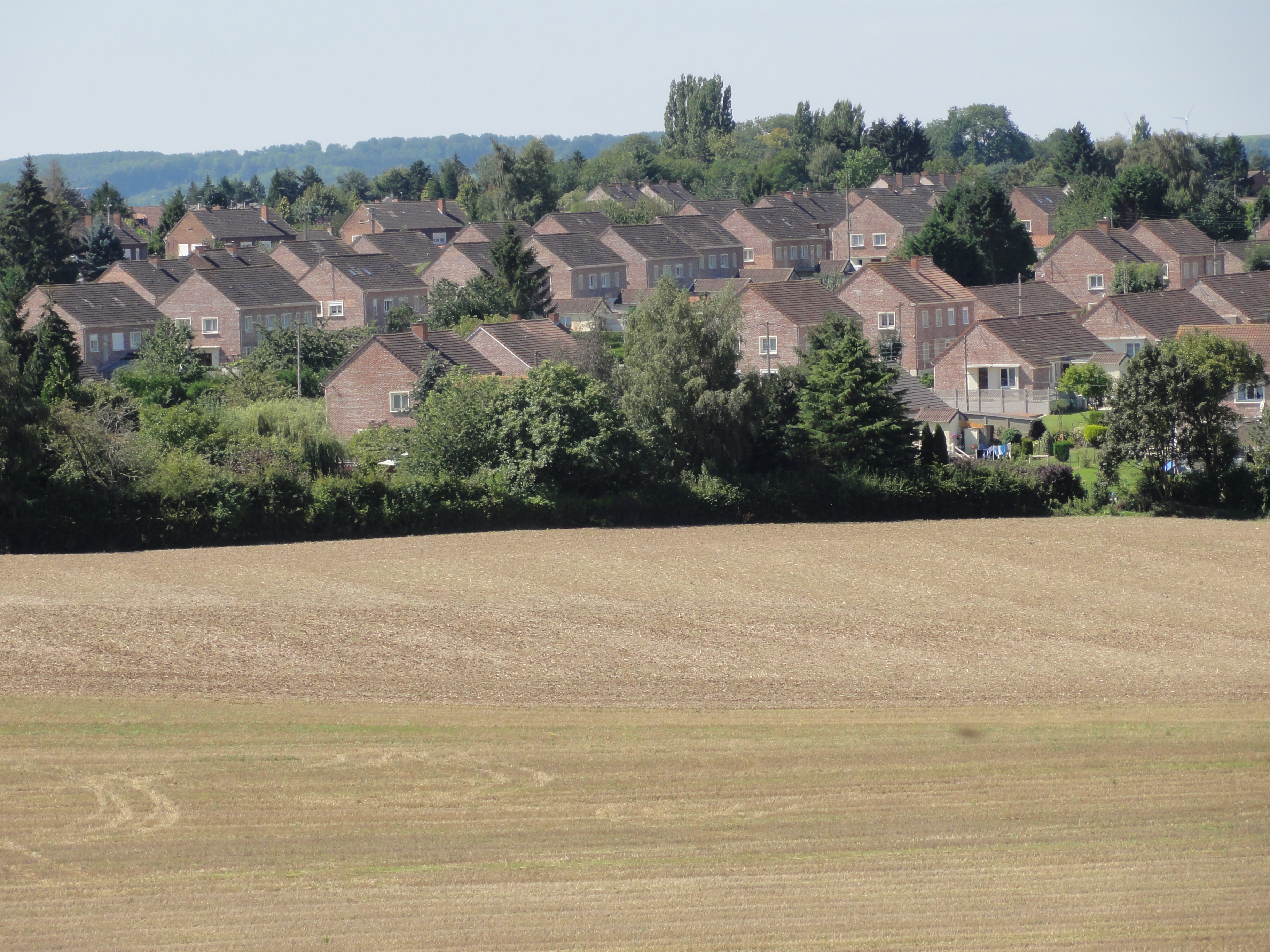
Habitations post-Nationalisation.

### Les écoles

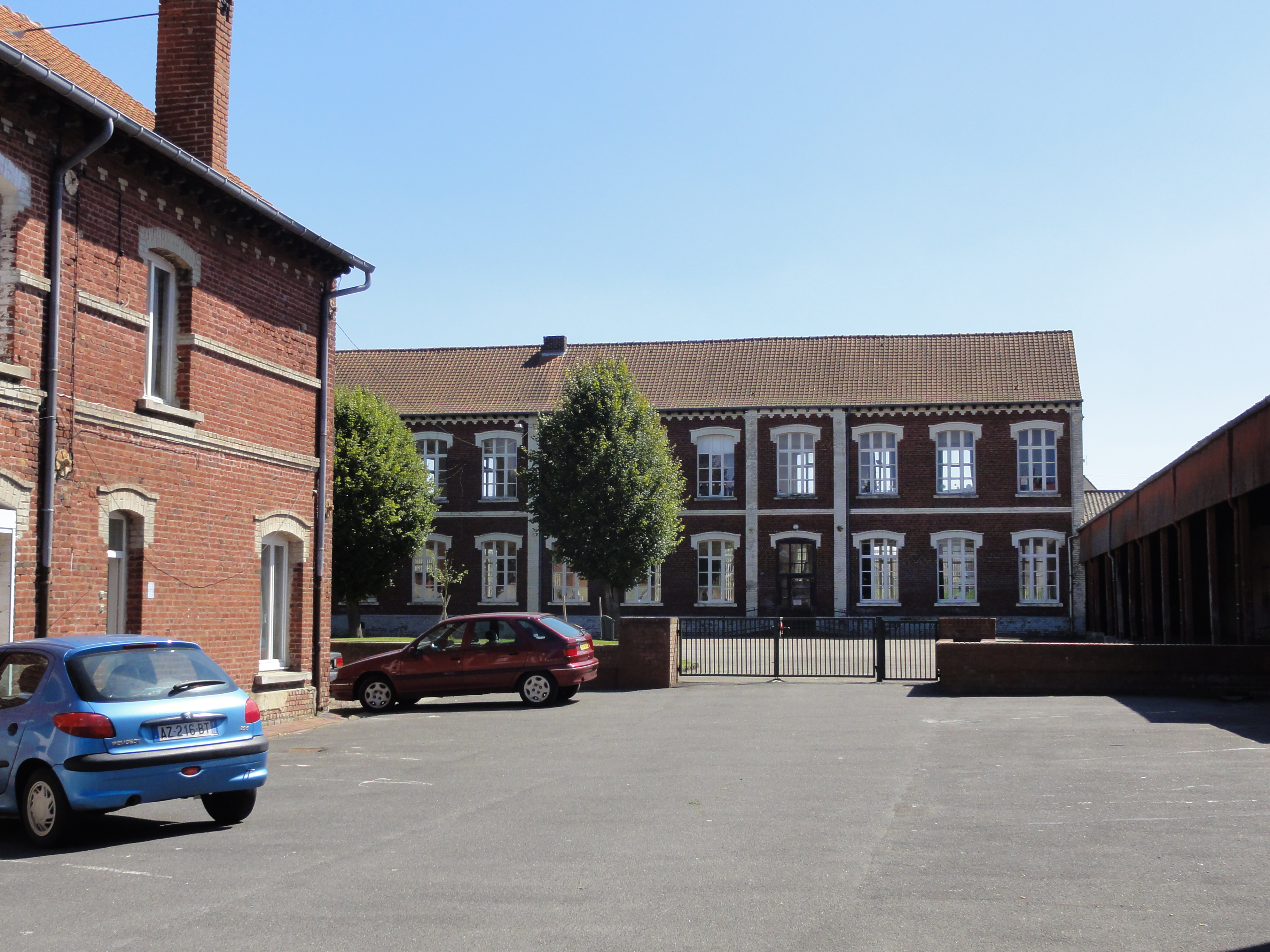
Les écoles.

50° 27′ 27″ N, 2° 33′ 06″ E
Comme dans ses autres cités, la Compagnie de Bruay a bâti des écoles.